# قرية الغزي (مناخة)

تعديل مصدري - تعديل

قرية الغزي هي إحدى قرى عزلة المغارب العليا بمديرية مناخة التابعة لمحافظة صنعاء، بلغ تعداد سكانها 273 نسمة حسب تعداد اليمن لعام 2004.